# Rejon możejski
Rejon możejski (lit. Mažeikių rajono savivaldybė) – rejon w północno-zachodniej Litwie.